# Dubliany (Demýdivka)
Dubliany (ucraniano: Дубля́ни) es un pueblo de Ucrania, constituido administrativamente como una pedanía del asentamiento de tipo urbano de Demýdivka, en el raión de Dubno de la óblast de Rivne.
En 2001, el pueblo tenía una población de 726 habitantes.
Se encuentra en la periferia nororiental de Demýdivka, separado de la capital municipal por el río Racha, en la salida de la carretera T1813.

## Historia
Antes de la formación del actual municipio de Demýdivka en 2016, el pueblo era junto con Lishnia una de las dos pedanías que tenía el asentamiento de tipo urbano de Demýdivka en el raión de Demýdivka.